# Gioielli della Corona prussiana

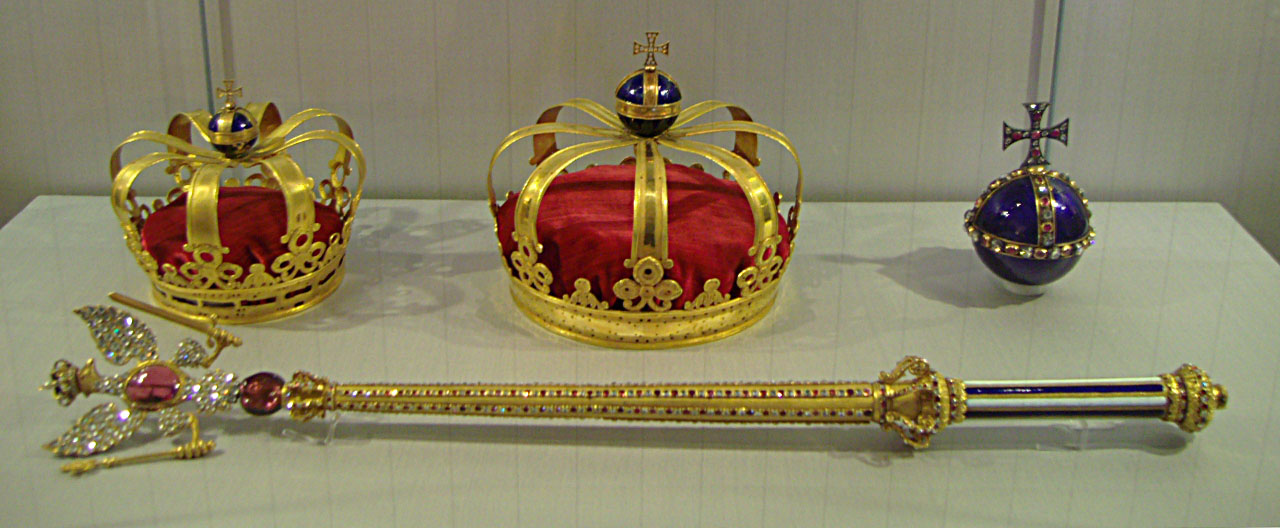
La Corona della regina, la Corona, il Globo e lo Scettro di Federico I, utilizzati per la sua incoronazione.

I Gioielli della corona prussiana (in tedesco preußische Kronjuwelen) sono le insegne reali, costituite da due corone, un globo e uno scettro, utilizzate durante l'incoronazione dei sovrani prussiani dalla Casa degli Hohenzollern. Nel 1871, con l'unificazione della Germania e la proclamazione dell'Impero tedesco, il re di Prussia divenne l'Imperatore, il quale non utilizzò i gioielli non vennero d'ora in poi utilizzati come imperiali, quindi del monarca tedesco, anche perché non esisteva una corona per l'Impero tedesco, sebbene ne esistesse una versione araldica, ovvero non ufficiale solo immaginaria. 

## Storia

### Il regno e l'Impero

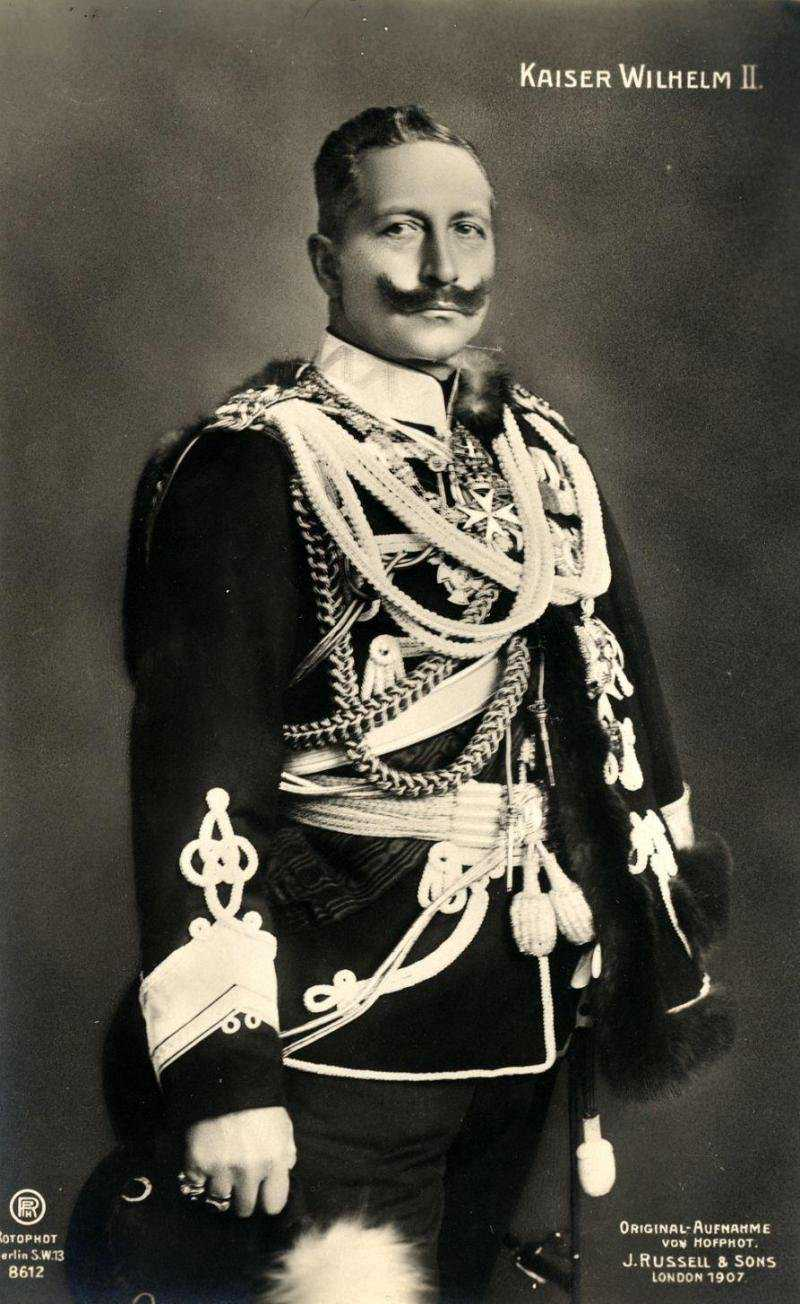
Kaiser Guglielmo II di Germania.

Ufficialmente la prima corona dei Gioielli prussiani che venne realizzata, fu quella del re Federico I, il quale nel 1701 riuscì a convertire il Ducato di Prussia e l'Elettorato di Brandeburgo in un Regno, nonostante l'Imperatore del Sacro Romano Impero, Leopoldo I, si fosse opposto. Successivamente grazie a numerose vittorie militari della Prussia, questa divenne molto influente e potente a partire dal XIX secolo, lasso di tempo in cui si verificò l'Unificazione tedesca che fu realizzata dalla stessa Prussia, che combatté Danimarca, Austria e Francia fra il 1864 e il 1870, quando l'anno successivo fu proclamato l'Impero tedesco e il re di Prussia Guglielmo I, in carica dal 1861, divenne anche Imperatore di Germania. A seguito della sua morte, avvenuta nel 1888, suo figlio Federico III divenne sovrano ma solo per novantanove giorni, poiché morì a causa di una malattia, così che il figlio Guglielmo II salì al potere (infatti il 1888 è chiamato, soprattutto in Germania, "l'anno dei tre Imperatori"). L'Impero ebbe durante la Belle Époque un grandissimo sviluppo a livello economico e militare, divenendo uno dei, se non il paese più industrializzato e lo stato con l'esercito più forte d'Europa. La Germania affiancherà poi Austria-Ungheria, Bulgaria e Turchia nella prima guerra mondiale (1914-1918).
Con la sconfitta della Germania nella Prima guerra mondiale, il Kaiser Guglielmo II abdicò e successivamente la maggior parte dei gioielli della Corona rimase in possesso della famiglia, anche se, a causa di una disputa con lo Stato libero di Prussia nel 1927, le regalie furono esposte nel Museo Hohenzollern Schloss Monbijou di Berlino; durante la seconda guerra mondiale vennero trasferite a Königsberg, nel 1944, per poi essere portati in Turingia, nella miniera di Bernterode, assieme ad altri beni culturali. Una volta finita la guerra, l'Esercito americano li portò in Assia, divenuta poi zona di occupazione statunitense, ma alla fine fu la famiglia Hohenzollern a recuperarli, poiché infatti il capo dell'amministrazione generale dell'ex famiglia reale prussiana, Kurt von Plettenberg, fece collocare la Corona di Guglielmo II e 1943 preziose tabatières di Federico il Grande in un muro nella Cripta del Mattone, a monte del villaggio chiesa di Kleinenbremen, vicino a Minden, dove le forze d'occupazione britanniche trovarono i gioielli nel 1945 e li restituirono agli Hohenzollern.

### Oggi
Tutt'oggi la maggior parte dei pezzi superstiti del tesoro della corona, sono esposti Castello di Charlottenburg a Berlino in prestito dagli Hohenzollern, anche se solo la Corona di Guglielmo II può essere vista nel Castello di Hohenzollern. Purtroppo sono andate perdute le corona che il re Guglielmo I fece realizzare per sé e per la consorte Augusta, in occasione della loro incoronazione a Königsberg nel 1861, persi anche le corone da matrimonio delle Principesse prussiane e i modelli in legno delle Corone imperiali dell'imperatore, dell'imperatrice e del Principe ereditario.

## Corone

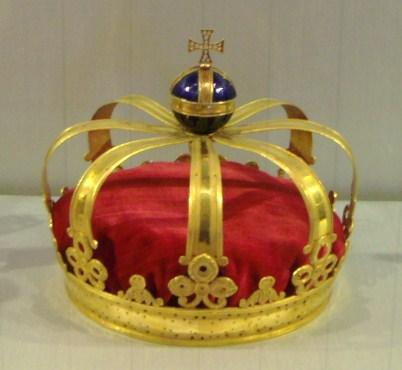
La Corona di Federico I.

### Corona di Federico I
La "Corona di Federico I" venne creata nel 1701 in occasione dell'incoronazione come Re di Prussia, di Federico I, l'allora Principe elettore di Brandeburgo e Duca di Prussia, celebrata a Königsberg. Il copricapo aveva la particolarità che i suoi pezzi o gioielli potessero essere smontati e utilizzati altrove separatamente, infatti la corona per la maggior parte del tempo era spoglia e veniva montata al completo solo nelle occasioni speciali; grazie ai ritratti sappiamo che fu utilizzata anche per l'incoronazione di Federico Guglielmo I, Federico II e per l'ultima volta, nel 1861, per Guglielmo I, poi Imperatore di Germania. Infine oggi la corona è conservata nel Castello di Charlottenburg.

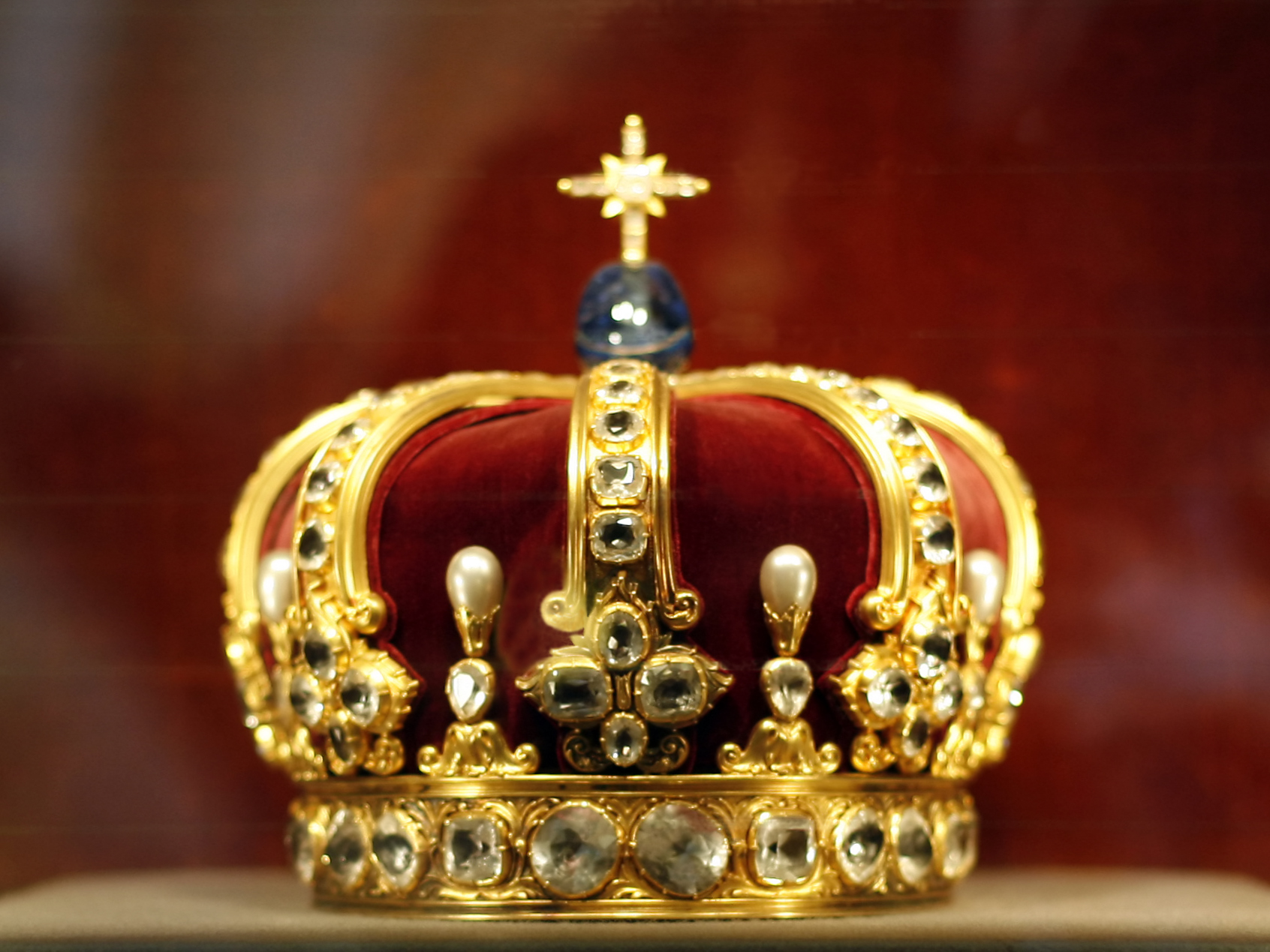
La Corona di Guglielmo II.

### Corona di Guglielmo II
La "Corona di Guglielmo II", chiamata anche Corona di Hohenzollern o Corona reali di Guglielmo I, fu commissionata su ordine del gabinetto prussiano, il 27 febbraio 1889; così il gioiello fu progettato da Emil Doepler, il giovane, che sarà poi eseguito dal gioielliere di corte Hugo Schaper, che creò una corona il cui diametro è 21 cm e di 20 cm di altezza. Non venne mai indossata durante un'incoronazione, l'ultima fu quella di Guglielmo II nel 1888, quindi ebbe solo uno scopo rappresentativo ed oggi è conservata presso il Castello di Hohenzollern.
La corona fu realizzata in oro zecchino, diamanti, perle e zaffiri; il cerchio ha dei bordi incisi e 24 grandi rose di diamanti, che sono incastonate in ornamenti simili a foglie. Sopra il cerchio si innalzano otto rebbi grandi e piccoli, i quali sono larghi e curvi su entrambi i lati. Un diamante a forma di cuore si trova nella parte superiore, con una grande perla a forma di pera incastonata in una specie di bocciolo d'oro sopra di loro. Ritornando ai rebbi si può notare che sono ricurvi e si fondono in foglie di vite verso l'alto, queste poi hanno due grandi foglie che vanno di lato e una foglia più piccola che è rivolta verso l'alto. Le foglie laterali portano ciascuna grandi rose diamantate, una foglia superiore e il picciolo più piccoli, da questi denti emergono le otto staffe, che oscillano verso l'alto in un arco e convergono orizzontalmente all'apice. L'interno della corona invece è rivestito di velluto rosso. Nella corona sono presenti un totale di 142 diamanti a taglio rosa, 18 a taglio brillante, otto pietre spesse, due zaffiri e otto perle.

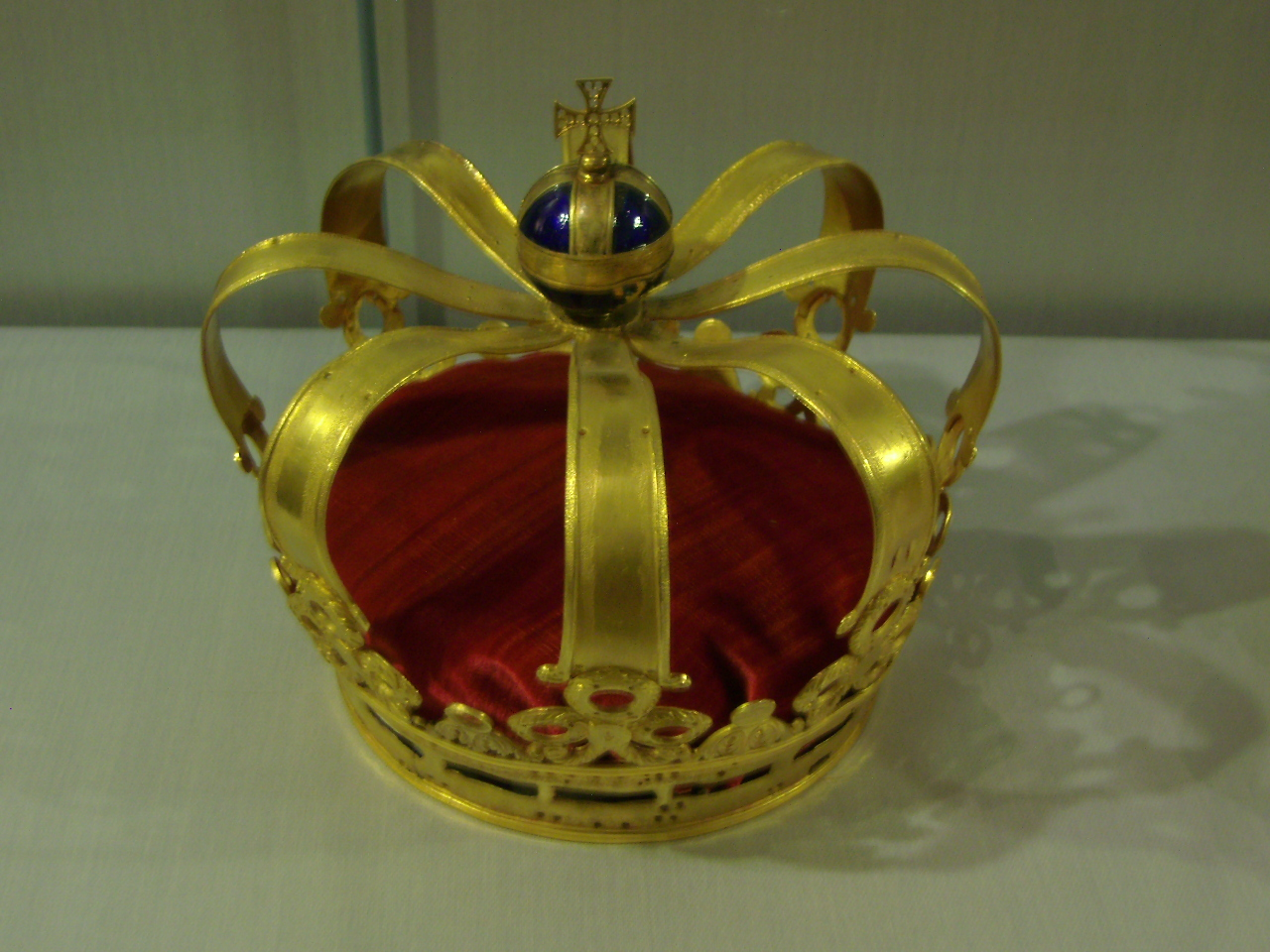
La Corona della Regina.

### Altre corone
Durante il periodo del Ducato prussiano e dell'Elettorato di Brandeburgo, fu realizzato il "Tocco da principe elettore", realizzato in velluto e code di ermellino con alcune perle; mentre con la Corona di Federico I, nel 1701 fu realizzata la Corona della regina che venne usata per l'incoronazione.

## Le altre regalie

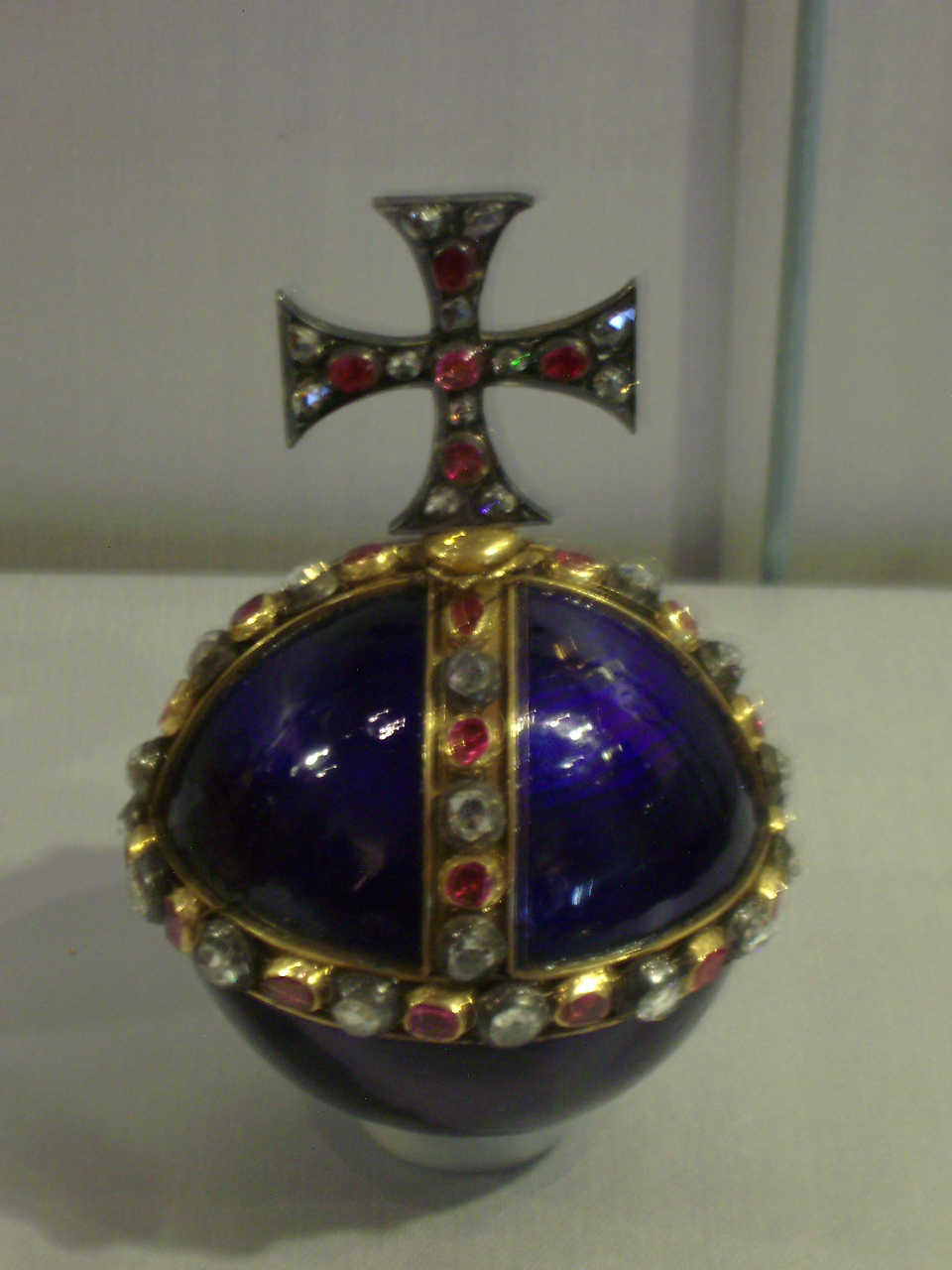
Il Globo di Federico I.

Scettro di Federico I nel Castello di Charlottenburg a Berlino

### Scettro di Federico I
Lo "Scettro di Federico I" venne, come le Corone di Federico I e della regina, nel 1701 in occasione dell'incoronazione del primo re di Prussia; è costituito integralmente d'oro e pietre preziose ed è caratterizzato dalla presenza di una grande aquila prussiana, al termine dello scettro, realizzata in diamanti ed avente nel centro un grande rubino.

### Scettro dell'Elettorato di Brandeburgo
Lo "Scettro dell'Elettorato di Brandeburgo", può essere considerato come un bastone, che nel mondo militare era posseduto da molti comandanti dell'epoca.

### Globo di Federico I
Il "Globo di Federico I" fu realizzato sempre per l'incoronazione di Federico I, come re di Prussia, nel 1701; il globo si presenta come una sfera integralmente di lapislazzulo, divisa da due bande, una orizzontale e una verticale che parte dalla metà superiore, fatte in oro con diamanti e rubini alternati. Sovrastante alla regalia si trova una croce in argento con dei rubini e diamanti. Una curiosità è che sempre un'occasione dell'incoronazione del primo re di Prussia, Federico I, furono creati la "Spada di Federico I e l'"Anello di Federico I", in sostituzione della Spada dell'Elettorato di Brandeburgo.